# 18560 Coxeter
18560 Coxeter è un asteroide della fascia principale. Scoperto nel 1997, presenta un'orbita caratterizzata da un semiasse maggiore pari a 3,1564640 UA e da un'eccentricità di 0,1784047, inclinata di 9,27407° rispetto all'eclittica.